# Johannes Servaas Lotsy
Mr. Johannes Servaas Lotsy (Dordrecht, gedoopt 31 mei 1808 - Den Haag, 4 april 1863) was een tot de gematigde liberalen behorende advocaat, die in 1848 als lid van de Dubbele Kamer steun gaf aan de Grondwetsherziening.

## Loopbaan
Lotsy volgde de Latijnse school te Dordrecht en bezocht vervolgens de Leidse Hogeschool. Hij promoveerde op 31 juni 1832 tot doctor op het proefschrift Quaedam de nullitatibus secundum codicis civilis Gallici principia en vestigde zich vervolgens als advocaat te Dordrecht. In 1847 werd hij tot buitengewoon lid der Tweede Kamer der Staten-Generaal voor de provincie Zuid-Holland gekozen en twee jaar later door het hoofdkiesdistrict Dordrecht tot gewoon lid van die Kamer. Hij nam toen plaats voor de liberale partij. Hij was verder lid van de Gemeenteraad, curator van de Latijnse School van Dordrecht en secretaris en burgemeester van die stad (zijn laatste termijn was van 1852-1856). Toen hij bij het aanvaarden van laatstgenoemd ambt (8 mei 1852) het lidmaatschap der Tweede Kamer had neergelegd, kozen de Provinciale Staten van Zuid-Holland hem het jaar daarop tot lid der Eerste Kamer der Staten-Generaal.
Lotsy bleef deze functie vervullen tot augustus 1856, toen hij werd benoemd tot Minister van Marine (tot maart 1861) (kabinet-Van der Brugghen en kabinet-Rochussen); in januari 1861 werd hij tevens ad interim benoemd tot Minister van Koloniën in het kabinet-Van Hall-Van Heemstra. Bij zijn aftreden als Minister van Marine werd hij door de Koning benoemd tot Minister van Staat. Lotsy onderscheidde zich door zijn uitgebreide kennis en zijn welbespraaktheid. Hij overleed in april 1863 en werd begraven op Oud Eik en Duinen. Hij schreef onder meer De waranda van Tilburg verdedigd, een bijdrage tot het jachtrecht. Pleitrede met bijdragen (1840). De redevoering, waarmee hij op 8 augustus 1853 het vooral door zijn toedoen opgerichte gymnasium inwijdde, verscheen ook in druk.
- Biografisch Portaal: 25814581
- Digitale Bibliotheek voor de Nederlandse Letteren: lots004
- International Standard Name Identifier: 0000 0003 8780 0600
- Nederlandse Thesaurus van Auteursnamen: 072293403
- Parlement.com: vg09ll30a3x0
- Virtual International Authority File: 280841168
- WorldCat: E39PBJcKH99Q9jBW9pQy8ykFKd

1. ↑  benoemd bij K.B. van 12 april 1852